# Bjørneø (ö i Grönland, lat 73,55, long -24,72)
Bjørneø är en ö i Grönland (Kungariket Danmark). Den ligger i den östra delen av Grönland, 1 500 km nordost om huvudstaden Nuuk.